# Szimon Gerszon
Szimon Gerszon (hebr. שמעון גרשון; ang.: Shimon Gerson, ur. 6 października 1977) – izraelski piłkarz grający na pozycji środkowego obrońcy. Przez prawie 10 lat Gerszon był kapitanem zespołu Ligat ha’Al, Hapoel Tel Awiw. Od 2 lat jest piłkarzem Beitaru Jerozolima.

## Kariera
Gerszon rozpoczął grę w futbol jako nastolatek w drużynie juniorskiej Hapoelu Tel Awiw. W pierwszej drużynie zadebiutował w sezonie 1995/1996 w spotkaniu z Bene Jehuda Tel Awiw. Przez swój pobyt w Hapoelu Gerszon osiągał sukcesy na krajowym podwórku – wywalczył m.in. Puchar Izraela, Puchar Ligi czy Puchar Toto. Był także członkiem zespołu, który osiągnął ćwierćfinały pucharu UEFA, eliminując po drodze drużyny takie jak Chelsea F.C. czy AC Parma. Podsumowując, przez 10 lat gry w Tel Awiwie stanowił integralną część drużyny odpowiadającą za powyższe sukcesy.
W 2006 został zakupiony do Beitaru Jerozolima przez nowego właściciela – rosyjskiego milionera Arkadija Gajdamaka. Transfer nie został dobrze odebrany przez kibiców Hapoelu, którzy nie omieszkali wytykać mu rzekomą nielojalność wobec klubu, w którym się wychował i spędził większość kariery. Gerszon zorganizował konferencję prasową, na której przyznał, że Hapoel to nadal jego ukochany klub, a swoje odejście tłumacząc sprawami finansowymi.
Będąc piłkarzem najwyższego poziomu w Izraelu Gerszon rozpoczął karierę muzyczną i wydał album razem ze swoją żoną; spotkało się to z niemiłym odzewem fanów Beitaru, którzy zarzucali mu brak koncentracji na sprawach czysto piłkarskich.

### Kariera reprezentacyjna
Gerszon to stały punkt defensywy kadry Izraela, gdzie jak dotąd rozegrał 37 meczów i zdobył trzy gole. Kilka razy był także kapitanem.